# Premio CFL miglior giocatore dell'anno
Il premio di giocatore dell'anno della Canadian Football League (in inglese CFL's Most Outstanding Player Award) è assegnato annualmente al miglior giocatore della lega. I due candidati sono il vincitore del Terry Evanshen Trophy, assegnato al miglior giocatore della East Division, e il Jeff Nicklin Memorial Trophy del miglior giocatore della West Division. Il vincitore è scelto dalla Football Reporters of Canada.
Il premio fu ideato nel 1953 col nome di Schenley Award, dalla Schenley Distillers Corporation, per onorare il miglior giocatore della Canadian Rugby Union, la lega antenata della CFL.

## Albo d'oro
- 2016 – Bo Levi Mitchell (QB), Calgary Stampeders
- 2015 - Henry Burris (QB), Ottawa RedBlacks
- 2014 – Solomon Elimimian (LB), BC Lions
- 2013 – Jon Cornish (RB), Calgary Stampeders
- 2012 – Chad Owens (WR/KR), Toronto Argonauts
- 2011 – Travis Lulay (QB), BC Lions
- 2010 – Henry Burris (QB), Calgary Stampeders
- 2009 – Anthony Calvillo (QB), Montreal Alouettes
- 2008 – Anthony Calvillo (QB), Montreal Alouettes
- 2007 – Kerry Joseph (QB), Saskatchewan Roughriders
- 2006 – Geroy Simon (SB), BC Lions
- 2005 – Damon Allen (QB), Toronto Argonauts
- 2004 – Casey Printers (QB), BC Lions
- 2003 – Anthony Calvillo (QB), Montreal Alouettes
- 2002 – Milt Stegall (SB), Winnipeg Blue Bombers
- 2001 – Khari Jones (QB), Winnipeg Blue Bombers
- 2000 – Dave Dickenson (QB), Calgary Stampeders
- 1999 – Danny McManus (QB), Hamilton Tiger-Cats
- 1998 – Mike Pringle (RB), Montreal Alouettes
- 1997 – Doug Flutie (QB), Toronto Argonauts
- 1996 – Doug Flutie (QB), Toronto Argonauts
- 1995 – Mike Pringle (RB), Baltimore Stallions
- 1994 – Doug Flutie (QB), Calgary Stampeders
- 1993 – Doug Flutie (QB), Calgary Stampeders
- 1992 – Doug Flutie (QB), Calgary Stampeders
- 1991 – Doug Flutie (QB), BC Lions
- 1990 – Mike "Pinball" Clemons (RB), Toronto Argonauts
- 1989 – Tracy Ham (QB), Edmonton Eskimos
- 1988 – David Williams (WR), BC Lions
- 1987 – Tom Clements (QB), Winnipeg Blue Bombers
- 1986 – James Murphy (WR), Winnipeg Blue Bombers
- 1985 – Mervyn Fernandez (WR), BC Lions

- 1984 – Willard Reaves (RB), Winnipeg Blue Bombers
- 1983 – Warren Moon (QB), Edmonton Eskimos
- 1982 – Condredge Holloway (QB), Toronto Argonauts
- 1981 – Dieter Brock (QB), Winnipeg Blue Bombers
- 1980 – Dieter Brock (QB), Winnipeg Blue Bombers
- 1979 – David Green (RB), Montreal Alouettes
- 1978 – Tony Gabriel (TE), Ottawa Rough Riders
- 1977 – Jimmy Edwards (RB), Hamilton Tiger-Cats
- 1976 – Ron Lancaster (QB), Saskatchewan Roughriders
- 1975 – Willie Burden (RB), Calgary Stampeders
- 1974 – Tom Wilkinson (QB), Edmonton Eskimos
- 1973 – George McGowan (WR), Edmonton Eskimos
- 1972 – Garney Henley (WR), Hamilton Tiger-Cats
- 1971 – Don Jonas (QB), Winnipeg Blue Bombers
- 1970 – Ron Lancaster (QB), Saskatchewan Roughriders
- 1969 – Russ Jackson (QB), Ottawa Rough Riders
- 1968 – Bill Symons (RB), Toronto Argonauts
- 1967 – Peter Liske (QB), Calgary Stampeders
- 1966 – Russ Jackson (QB), Ottawa Rough Riders
- 1965 – George Reed (RB), Saskatchewan Roughriders
- 1964 – Lovell Coleman (RB), Calgary Stampeders
- 1963 – Russ Jackson (QB), Ottawa Rough Riders
- 1962 – George Dixon (RB), Montreal Alouettes
- 1961 – Bernie Faloney (QB), Hamilton Tiger-Cats
- 1960 – Jackie Parker (QB), Edmonton Eskimos
- 1959 – Johnny Bright (RB), Edmonton Eskimos
- 1958 – Jackie Parker (QB), Edmonton Eskimos
- 1957 – Jackie Parker (RB), Edmonton Eskimos
- 1956 – Hal Patterson (DB/OE), Montreal Alouettes
- 1955 – Pat Abbruzzi (RB), Montreal Alouettes
- 1954 – Sam Etcheverry (QB), Montreal Alouettes
- 1953 – Billy Vessels (RB), Edmonton Eskimos